# قلعة فولفسبورج
فولفسبورغ هي أرض منخفضة وقلعة مائية من القرون الوسطى في شمال ألمانيا التي تم ذكرها في السجلات لأول مرة سنة 1302، ولكن منذ ذلك الحين تحولت إلى قلعة أو قصر من عصر  النهضة. تقع في شرق ولاية سكسونيا السفلى في مدينة فولفسبورغ المسماة على اسمها والتي هي في حيازتها منذ عام 1961. فولفسبورج تطورت من برج منزلي على نهر الألير إلى قلعة مائية مع مظاهر ثرائية. في القرن السابع عشر تحولت إلى ممثل، ولكن مع ذلك القصر الدفاعي كان من أهم الأمثلة عن أنماط نهضة فيسر. مؤسسها وبانيها كان من عائلة فون بارتنزليبين النبيلة. بعد انقطاع نسل العائلة في 1742 فولفسبورج أصبحت موروثا لعائلة شولنبرغ.

## الاسم

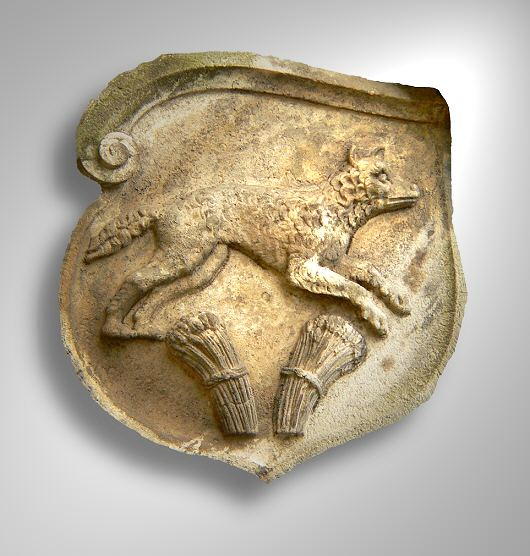
معطف الذئب من الأسلحة على المدخل

اسم فولفسبورغ (حرفيا «قلعة الذئب») لا يشير إلى أن منطقة شرق فيردر التي تقع بها القلعة بها عدد كبير من الذئاب، بالرغم من وجود عدد من الذئاب في منطقة المروج الرطبة في دروملينغ. الذئب الذي أعطى الاسم إلى القلعة هو شعار الدولة على معطف من الأسلحة الخاصة بعائلة فون بارتينزليبين الذين بنوا الصرح.
معطف الأسلحة عبارة عن ذئب يقفز فوق حزمتين من الذرة. الأسرة جلبت اسم «الذئب» معهم لأنه يمكن أن ترجع إلى 1188 عندما كانوا لا يزالون يعيشون في قلعة بارتينزليبين في قرية بارتينزليبين حوالي 40 كيلومترا إلى الجنوب. في القرن العشرين، المدينة التي بنيت هنا في عام 1938 أخذت اسمها من قلعة فولفسبورج. في البداية كان تسمى مدينة فولكسفاجن بيتل بسبب المنشئات الصناعية التي بنيت الخاصة بـ فولكسفاجن. بعد نهاية الحرب العالمية الثانية، قرر مجلس المدينة إعادة تسمية مدينة فولفسبورغ في 25 أيار / مايو 1945.

## التصميم

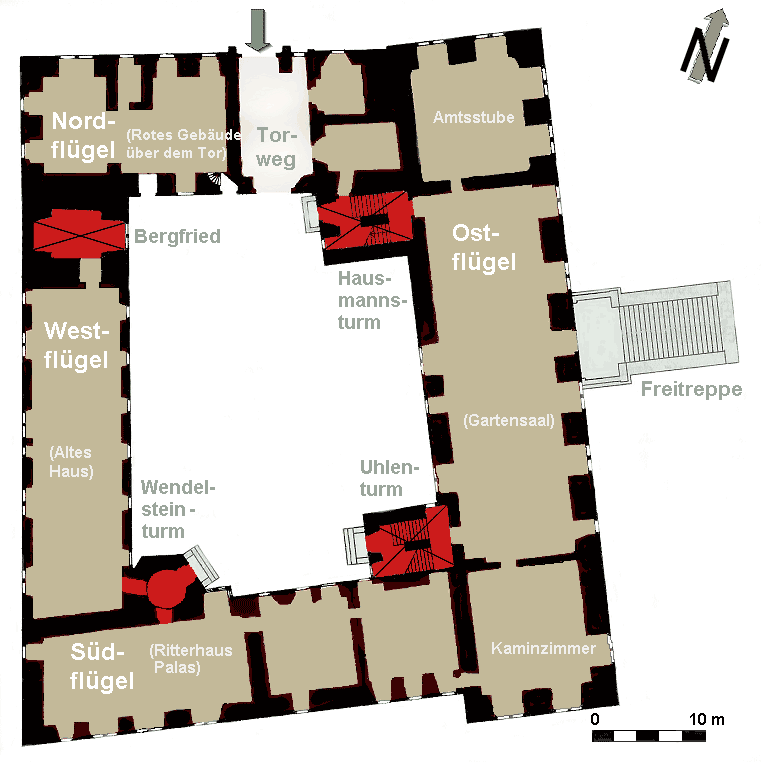
التخطيط الأرضي الحالي لفولفسبورج (الأبراج باللون الأحمر).

### الهيكل الرئيسي
منذ القرن السابع عشر والقلعة لها أربعة جوانب صلبة البناء محيطين بالفناء الداخلي. الجسم الرئيسي للقلعة بالتالي له أربعة أجنحة، التي سميت نقاط البوصلة. المخطط العلوي للقلعة بجدرانه الميزنة بحرفية شديدة، بالإضافة إلى أسطح الأبراج المدببة التي تشكل النقيض من ذلك مع الجدران التي تتسم بالثراء.

### المدخل
الأشكال الحجرية الضخمة المزينة بظهور الخيل تزين المدخل الرئيسي بقوسه الدائري. فوق البوابة هناك دروع حجرية مع معطف من أسلحة عائلة بارتينزليبين والعديد من أشكال الفروسية. عمارة  البوابة، بترسها الكبير على البوابة الجانبية هي إضافة لاحقة من القرن التاسع عشر.

### البرج الطولي
البرج الطولي يعتبر كعنصر من عناصر الجناح الغربي في الهيكل الرئيسي ويمكن التعرف عليه من كونه يفتقد لأي زخارف أو شبابيك. ويحتوي البرج على مساحة 9 × 9 متر، ارتفاع حوالي 23 متر وسمك الجدار يصل إلى 3 متر.
هو أقدم جزء من الموقع كله وأصوله قد تعود إلى القرن الثالث عشر.

### الأبراج
في الزوايا الداخلية من الفناء هناك ثلاثة أبراج أخرى مع السلالم التي تمكن الفرد من الوصول إلى الطوابق العليا. هذه هي أبراج الحراسة (Hausmannsturm) ويبلغ ارتفاعها ما يقرب 30 مترا، برج البومة (Uhlenturm) وبرج فندلشتاين سداسي الأوجه مع درج دائري. الأبراج تم بناؤها في القرن السادس عشر كما تم تحويل القلعة إلى القصر.

### الأجنحة
الأجنحة الشمالية والجنوبية من القرن السادس عشر كانت تستخدم أساسا للأغراض السكنية. الجناح الشرقي الذي يبلغ ارتفاعه ما يقرب من 25 مترا اكتمل في بداية القرن السابع عشر. مع الأشكال الرائعة الزخرفية في فيسر النهضة  حيث الأسلوب كثيرا يماثل الاستقبال في المبنى. في الطابق الأرضي هناك قاعة واسعة بطول 30 مترا وبعرض 9 أمتار. هذا الجناح من المبنى يظهر بوضوح أسلوب نهايات القرن السادس عشر، وقوة عائلة بارتينزليبين كانت واضح والتي أثبتت من خلال الهندسة المعمارية.

## التاريخ

### التأسيس

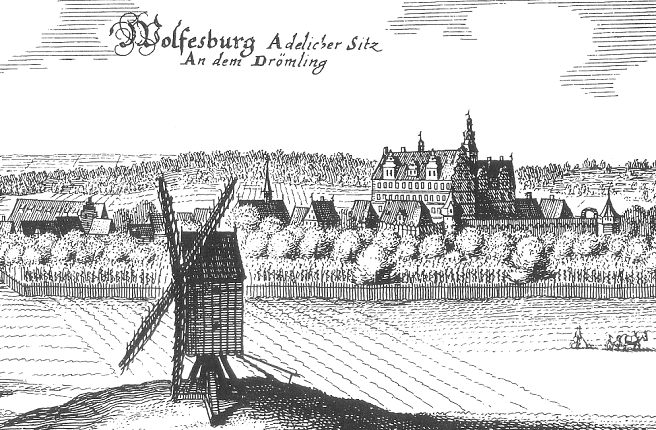
1654نقوش مريان لفولفسبورج

سبب بناء فولفسبورج كان نسبة الأراضي في منطقة المدينة في الوقت الحاضر من فولفسبورغ إلى عائلة فون بارتينزليبن النبيلة في القرن الثالث عشر. هؤلاء الفرسان أيضا شوهدوا على طرق التجارة حيث عبروا نهر الر والذي ينطوي على أبنية تحصينية لحماية سيادته. أول سجل واضح عن القلعة كان في عام 1302 حيث يشار إليه باسم فلوسبورخ. الوثيقة كتبها أربعة إخوة: بورشارد، جونزل، غونتر وفيرنر فون بارتينزليبن.

### العصور الوسطى وأوائل العصر الحديث

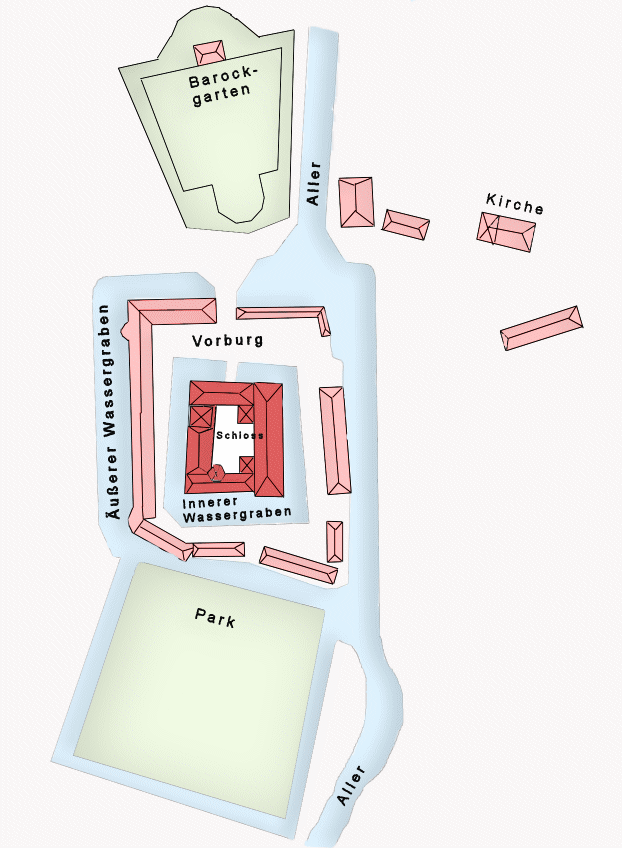
القصر والأراضي حوله في حدود العام 1800

خلال العصور الوسطى القلعة لم تكن موقعا مغلقا، بل تكونت من  أبراج و ملحق بناء البيت القديم (Altes Haus) في هذا الجناح الغربي. كان الموقع ذي أهمية إستراتيجية كبيرة. في وقت لاحق كان حتى مجهزا بمدفع، وفقا لوثيقة عام 1437 فإن عدد البنادق كان بنسبة 10 قطع في حالة الحرب. واستنادا إلى هذا السجل، فقد كانت هناك هجمات على القلعة خلال عداء فون بارتينزليبن ضد الدوق أوتو من لونيبورغ في 1464.

## روابط خارجية
- Photo series of the castle from 2002–2005 with floor plan, baroque gardens, park, garden exhibitions, etc. (بالألمانية) * Description and photos on the Brunswick-Eastphalia Region site (بالألمانية) * Wolfsburg's "Town Museum in the Castle" (بالألمانية) * The Wolfsburg in the Middle Ages (بالألمانية) * The castle becomes a palace (بالألمانية) * Description and photographs at burgerbe-Weblog (بالألمانية) * Panoramic photograph of the castle courtyard (بالألمانية)

‌